# La tierra del olvido (canción)
La tierra del olvido es una canción escrita por el cantante colombiano Carlos Vives y el músico Iván Benavides  perteneciente al álbum homónimo, del cual fue el primer sencillo. Es una de las canciones más representativas del artista. También sirvió como el OP (Opening) de la telenovela de Televisión Nacional de Chile (TVN), La colombiana

## La canción
La tierra del olvido es una canción de amor, pero su título recuerda a la Sierra Nevada de Santa Marta y a toda Colombia. 

## Versión de 2015

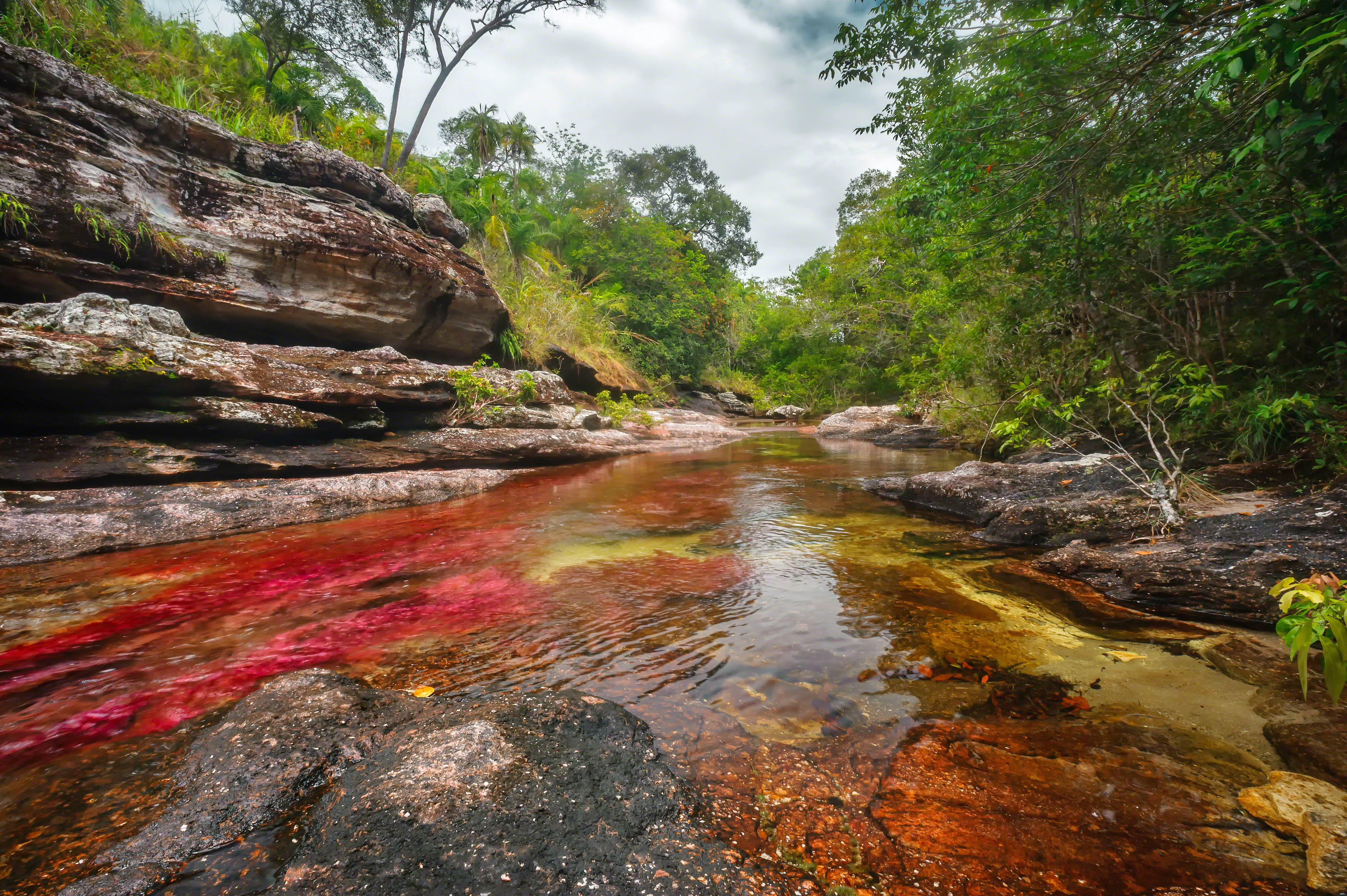
El Caño Cristales, uno de los paisajes colombianos que aparecen en el vídeo de 2015

En julio de 2015, 20 años después del lanzamiento del sencillo original, se dio a conocer una nueva versión de la conocida canción del artista, incluida en el álbum Más Corazón Profundo: en vivo desde la bahía de Santa Marta. La nueva versión cuenta con la participación de varios artistas, todos ellos colombianos entre los que están:
- Coral Group
- Andrea Echeverri de la agrupación Aterciopelados
- Fonseca
- Fanny Lu
- "El Cholo" Valderrama
- Herencia de Timbiquí
- Maluma

### Vídeo musical
La nueva versión cuenta con un vídeo donde se muestran varios lugares del país natal del artista, se muestran paisajes de la isla de Providencia, Bogotá, el parque nacional natural Tayrona, la amazonía colombiana, el Volcán-Nevado del Ruiz, los Llanos orientales, el Valle del Cauca, Santa Rosalía (Vichada), Medellín, La Sabana de Bogotá, Cartagena de Indias, Santa Marta, el Caño Cristales, Pereira, el Lago Calima, el Cañón del Chicamocha, entre otros.